# Димитрий Дикбасанис
Димитрий (на гръцки: Δημήτριος; на албански: Dhimitër или Dhimitri) е гръцки духовник, митрополит на Албанската православна църква.

## Биография
Роден е на 20 септември 1940 година в Долна Джумая (Ираклия), Гърция, със светското име Дикбасанис (Ντικμπασάνης). Завършва Богословския факултет на Солунския университет в 1968 година. Става преподавател в църковното училище на Патмос в 1969 – 1974 година. В 1975 година постъпва в Синайския манастир „Света Екатерина“ и от 1977 до 1990 година ръководи манастирската библиотека. В 1978 година се замонашва и е част от синайското братство до 2006 година. На 14 януари 1988 година е ръкоположен за дякон – а на 20 януари 1988 година – за свещеник. От 1990 до 2006 година е иконом на метоха на манастира в Янина и представител на манастира в Епир.
При възстановянето на Албанската православна църква, в 1993 година става протосингел на Аргирокастренската митрополия и подпомага съживяването на църковния живот.
На 16 ноември 2006 година е ръкоположен за аргирокастренски митрополит. Ръкополагането е извършено от архиепископ Анастасий Тирански и Албански в съслужение с митрополитите Игнатий Бератски и Йоан Корчански.